# Falmouth (condado de Barnstable, Massachusetts)
Falmouth é um lugar designado pelo censo localizado no condado de Barnstable no estado estadounidense de Massachusetts. No Censo de 2010 tinha uma população de 3.799 habitantes e uma densidade populacional de 652,49 pessoas por km².

## Geografia
Falmouth encontra-se localizado nas coordenadas 41° 33′ 05″ N, 70° 36′ 32″ O. Segundo a Departamento do Censo dos Estados Unidos, Falmouth tem uma superfície total de 5.82 km², da qual 5.39 km² correspondem a terra firme e (7.47%) 0.44 km² é água.

## Demografia
Segundo o censo de 2010, tinha 3.799 pessoas residindo em Falmouth. A densidade populacional era de 652,49 hab./km². Dos 3.799 habitantes, Falmouth estava composto pelo 91.58% brancos, o 2.16% eram afroamericanos, o 0.55% eram amerindios, o 1.84% eram asiáticos, o 0% eram insulares do Pacífico, o 1.71% eram de outras raças e o 2.16% pertenciam a duas ou mais raças. Do total da população o 1.4% eram hispanos ou latinos de qualquer raça.